# Zingem
Zingem var en kommun i Belgien.   Den ligger i provinsen Östflandern och regionen Flandern, i den västra delen av landet, 50 km väster om huvudstaden Bryssel. Antalet invånare var 7 221.  Den slogs den 1 januari 2019 samman med Kruishoutem till den nya kommunen Kruisem.
Trakten runt Zingem består till största delen av jordbruksmark. Runt Zingem är det tätbefolkat, med 411 invånare per kvadratkilometer.